# Norges grundlov
Norges grundlov, i sin oprindelige udgave også kaldet Eidsvoll-forfatningen, stammer fra den norske selvstændighed i 1814. Den har navn efter Eidsvoll (dansk: Eidsvold) nord for Oslo, som var hjemsted for det gamle lagting, Eidsivatinget, der eksisterede indtil 1749.

## Historie
Efter, at Frederik 6. i 1814 havde afstået Norge til kongen af Sverige, lod han ved en skrivelse til den norske statholder, Prins Kristian Fredrik, normændene løse fra deres troskabsed. På grundlag heraf lod prinsen den 19. februar udgå en kundgørelse, hvori han opfordrede folket til at vælge repræsentanter, der kunne rådslå om landets fremtidige stilling og forfatning. Som følge af denne opfordring gennemførtes valg over hele Norge. Alle amter var repræsenterede med undtagelse af Nordlands og Finmarkens, ligeledes byerne, desuden var der valgt særskilte repræsentanter for hæren og flåden. De folkevalgte repræsentanter mødtes i en norsk rigsforsamling til hævdelse af Norges selvstændighed i Eidsvollsbygningen, og vedtog her Norges første frie forfatning den 17. maj 1814, senere kendt under navnet Eidsvolldagen. Samme dag blev tronarvingen, prins Christian Frederik, valgt til norsk konge. Siden har Norge fejret nationaldag den 17. maj.
10. april 1814 rykkede ca 112.000 allierede soldater ind i Paris for at genoprette kongemagten efter Den franske revolution. Præcis den samme dag ankom 112 nordmænd til Eidsvoll for at indføre en grundlov inspireret af netop Den franske revolutions principper. Rejsen var uhyre anstrengende, midt i vårbløyta (= forårsoptøen, når frosten går af jorden). Repræsentanten Jakob Aall  beskrev det senere: "De fleste Repræsentanter ankom, ilde tilrakkede af Pløre, hvori de havde maattet stampe den sidste Del af Veien, hvor de formedelst Telegrop [huller og sprækker i vejen ved optøningen] og sneblandet Veismuds ikke vel kunne bruge Hjulredskaber, og der var noget komisk, vel skikket til at formilde Sindets Alvor, i den fast ukjendelige Tilstand, hvori man præsenterede sig for hverandre."
Indkvarteringen var en anden prøvelse. Kammerherre Severin Løvenskiold, blandt de mindst populære repræsentanter, og senere stillet for rigsret, måtte overnatte på det hødækkede gulv på loftet af en gård, der ironisk nok hed "Svenskeplassen". Den danskfødte repræsentant Johan Collett  skrev hjem til sin kone: "Et elendigt Sengested fandtes opslaaet langs den ene Væg; ingen Mad var at faa; ingen Drik uden Melkeblande [dvs mælk og vand]." I forsamlingssalen i Eidsvollsbygningen var væggene dækket af frivole malerier. Hvilende Venus måtte fjernes fra væggen, da man mente, maleriet kunne virke distraherende. Forsamlingen var ret ungdommelig, med en gennemsnitsalder på 42 år, hvor den yngste, Thomas Konow, kun var atten, og kun kom med, fordi man måtte have to repræsentanter fra officersstanden.  Sognepræst Grøgaard,  der var mest optaget af at få afskaffet brugen af titler, beskrev stemningen i salen: "Der blev en Debatteren og en Skvaldren som i et Bondebryllup. Præsidenten forlod endog sit Sæde, Orden ophørte." "Raseri" var det ene ord, Grøgaard benyttede for at beskrive stemningen rundt debatten om Rigsbanken, hvor fjorten millioner ufunderede rigsbanksedler måtte personligt garanteres for af de fremmødte. 
Christian Magnus Falsen  er blevet kaldt "grundlovens far", efter det udkast til grundlov, han udarbejdede hjemme på sin ejendom Vollebekk  sammen med lektor Adler, der var født og opvokset i København, og først kom til Norge i 1812 for at bestyre en skole i Fredrikshald. Deres udkast bærer preg af påvirkning fra både den franske og den amerikanske forfatning, hvad der passer godt med, at lektor Adler kunne fransk, mens Falsen kunne engelsk.  Da man efter fem uger blev enige om en grundlov, tog kommandant Fabricius til orde for, at de 112 tilstedeværende slog en streg over de mange uenigheder ved at danne en "broderkæde" og erklære sig "tro og enige til Dovre falder", før de begyndte hjemrejsen 20.maj. 
Norge, der i union med Sverige efter planen skulle være en vasalstat, var dermed endt op med den frieste forfatning i det daværende Europa. 
Den "frieste forfatning i det daværende Europa" indeholdt dog en række begrænsninger for indbyggerne. Således blev i forfatningens § 2 fastslået følgende:
| „ | Den evangelisk-lutterske Religion forbliver Statens offentlige Religion. De Indvaanere, der bekjende sig til den, ere forpligtede til at opdrage sine Børn i samme. Jesuitter og Munkeordener maae ikke taales. Jøder ere fremdeles udelukkede fra Adgang til Riget. | “ |

Den sidste sætning i § 2, der forbød jøder adgang til Norge, blev slettet fra forfatningen i 1851 efter bl.a. den norske digter Henrik Wergeland havde talt for jødernes ret til at bosætte sig i Norge. Forbuddet mod munkeordener blev ophævet i 1897, og først i 1956 bortfaldt forbuddet mod jesuitter.
Den 21. maj 2012 indførte Stortinget fuld religionsfrihed. Ordlyden i grundlovens reviderede § 16 er herefter som følger:
| „ | Alle Indvaanere af Riget have fri Religionsøvelse. Den norske Kirke, en evangelisk-luthersk Kirke, forbliver Norges Folkekirke og understøttes som saadan af Staten. Nærmere Bestemmelser om dens Ordning fastsættes ved Lov. Alle Tros- og Livssynssamfund skulle understøttes paa lige Linje. | “ |

## Ændringer
Grundlovsændringer finder sted efter § 112. Der kræves to tredjedeles flertal i Stortinget, og det skal vedtages to gange, før og efter et valg. Der kræves ikke folkeafstemning. Grundlovsændringen skal i modsætning til almindelige love ikke underskrives af kongen og en minister, men kun af Stortingets præsident og sekretær. Ændringer må ikke stride mod grundlovens ånd, hvilket ikke er nærmere defineret.
Den første og vigtigste ændring af Grundloven kom som følge af krigen med Sverige, der angreb den 26. juli 1814 for at gennemføre den union, man mente at have erhvervet ved Kiel-traktaten. Den overlegne svenske militære magt drev den norske hær tilbage i Østfold og erobrede Fredrikstad den 4. august. Men respektabel norsk modstand ved Kongsvinger og langs elven Glomma førte til fredsforhandlinger i Moss 10. august. Den 14. august 1814 indgik den norske regering og den svenske kronprins Mossekonventionen, der åbnede for en union mellem Norge og Sverige når de nødvendige ændringer i Grundloven var vedtaget af Stortinget. Betingelsen var at kong Christian Frederik skulle abdicere, så snart Stortinget var sammenkaldt.
Dette første overordentlige Storting kom sammen i Christiania 7. oktober 1814, og Christian Frederik frasagde sig kongemagten den 10. oktober og forlod landet. I hovedstaden forhandlede man med de svenske diplomater. Sverige anerkendte de vigtigste dele af Grundloven, og Norge fik lov til at beholde sin selvstændighed og sine egne institutioner i en løs personalunion med Sverige. Stortinget vedtog den nye version af Grundloven den 4. november 1814 og valgte derefter kong Carl XIII af Sverige til konge af Norge. Den 9. november 1814 ankom kronprins Carl Johan Christiania og aflagde på vegne af den nye konge ed til Stortinget om at regere i henhold til Norges Grundlov. Ordet Selvstændighed forblev i paragraf 1, men ordet Uafhængighed forsvandt, indtil det blev genindført i 1905.

## Sprog
I forbindelse med jubilæet i 2014 vedtog man at oversætte grundloven til norsk, og den foreligger nu i to officielle versioner på bokmål og nynorsk.
Grundloven var indtil da skrevet på dansk, som var skriftsproget i Norge i 1814. Nynorsk er først udviklet fra midten af 1800-tallet, og bokmål i 1900-tallet.
I 1903 blev der foretaget en sproglig opdatering, men ikke konsekvent. Stilen blev derfor en mellemting mellem dansk anno 1903 og mere arkaiske stavemåder. Alle senere ændringer blev forsøgt udformet på samme måde. Den menes at være den eneste grundlov i verden som over en så lang periode var skrevet på et fremmed lands sprog, og den er formentlig også det eneste sted, hvor 1800-tallets danske sprog blev brugt aktivt, længe efter at retskrivningen blev ændret i Danmark.
Årsagerne til at bevare den danske tekst var flere:
- Grundloven blev betragtet som symbol på traditionen fra 1814 og landets selvstændighed.
- Man undgik muligvis at tage stilling til, om grundloven skulle skrives på bokmål eller nynorsk.
- Et hyppigt hørt, men formentlig urigtigt juridisk argument om at senere ændringer til en lov skal affattes i samme sproglige stil som den oprindelige tekst.

Landets officielle navn var indtil 2014 – i hvert fald ifølge grundloven – Kongeriget Norge, som er dansk. På norsk hedder det Kongeriket Norge (bokmål) og Kongeriket Noreg (nynorsk). Stortinget hed i grundloven Storthinget. Ordet miljø er kommet ind ved en nyere ændring, men stavet som Milieu, selv om det i 1800-tallet ikke havde den moderne betydning. En anden moderne paragraf taler om den samiske Folkegruppe. I 1800-tallet var ordet same ikke i brug, derimod ville man bruge begreberne lapper og lappisk, hvilket i moderne sprog betragtes som nedværdigende.
I § 16 hedder det: Alle Indvaanere af Riget have fri Religionsøvelse. Dette selv om det hedder religionsudøvelse på dansk, religionsutøvelse på bokmål og religionsutøvning på nynorsk.
Et eksempel på den sproglige anakronisme er en ændring fra 2009, der blandt andet omfattede følgende ny tekst i § 76: 
Enhver Lov skal først foreslaaes paa Storthinget, enten af dets egne Medlemmer, eller af Regjeringen ved en Statsraad.
Efter at Forslaget der er antaget, skal ny Deliberation finde Sted i Storthinget, som enten bifalder eller forkaster det. I sidste Tilfælde skal Forslaget, med de af Storthinget tilføiede Anmerkninger, på ny tages i Overveielse af Storthinget, som enten henlægger Forslaget eller antager det med de nævnte Anmerkninger.
Imellem enhver saadan Deliberation maa, i det mindste, tre Dage hengaa.
Fremgangsmåden har ført til mange sproglige fejl, for eksempel "Anmerkninger" i stedet for "Anmærkninger" i ovenstående. Nogle af disse er senere blevet rettet, hvilket er besværligt at gennemføre, da det må ske gennem den almindelige procedure for grundlovsændringer. 

## Deltagere
Deltagere ("Eidsvollsmænd") til den grundlovsgivende forsamling i Eidsvoll 1814, var:
- for Akershus Amt: kammerherre, General-Veiintendant Peder Anker fra Aker, sorenskriver i Folloug Christian Magnus Falsen og bonde Christian Christensen Kollerud fra Høland.
- for Akershusske ridende Jægerkorps: major Valentin Christian Vilhelm Sibbern.
- for Akershusske Skarpskytter-Regiment: oberstløjtnant, bataljons-kommandør Frederik Wilhelm Bruenech Stabell og kommandersergeant Zacharias Melleby.
- for Arendal: distriktslæge Alexander Christian Møller.
- for Artillerikorpset: kaptajn Peter Motzfeldt og sergeant Hans Haslum.
- for Bergen: kancellisekretær, sorenskriver i Nordhordland Vilhelm Frimann Koren Christie, grosserer Frederik Meltzer, grosserer Jens Rolfsen og sognepræst til Nykirken Jonas Rein.
- for Bergenhusske Infanteriregiment: kaptajn og tjenstforrettende major Ole Elias Holck og musketer Niels Johannesen Loftesnas.
- for Nordre Bergenhus Amt: kancelliråd, sorenskriver i Indre Sogn Lars Johannes Irgens, sognepræst i Ytre Holmedal Nicolai Nielsen og bonde Peder Hjermand fra Lardal.
- for Søndre Bergenhus Amt: sorenstriver i Hardanger Arnoldus von Westen Sylow Koren, sognepræst i Vos Georg Burchard Jersin og bonde Brynild Andersen Gjerager fra Vos.
- for Bratsberg Amt: kammerherre, forhenværende amtmand Severin Løvenskiold fra Gjerpen, justitsråd, forhenværende foged i Øvre Telemarken Peter Jørgen Cloumann fra Hvideseid og bonde Tollef Olsen Huvestad fra Laurdal.
- for Buskeruds Amt: provst i Eker Frederik Schmidt, foged og konstitueret amtmand Johan Collett og bonde Christopher Borgersen Hoen fra Eker.
- for Drammen: forvalter Nicolai Scheitlie.
- for Fredrikshald: kancelliråd, byfoged og sorenskriver i Ide og Marker Carl Adolph Dahl.
- for Fredriksstad: kancelliråd, byfoged Andreas Michael Heiberg.
- for Hedemarkens Amt: amtmand Claus Bendeke, kancellisekretær, sorenskriver i Vesterdalen Andreas Aagaard Kjønig og lensmand i Aamodt Ole Olsen Evenstad.
- for Holmestrand: sognepræst Halvor Hein Nysom.
- for Jarlsberg Grevskab: Johan Caspar Herman, greve af Wedel-Jarlsberg, sorenskriver i Nordre Jarlsberg Gustav Peter Blom og forligelseskommissær, bonde Ole Rasmussen Apenæs fra Borre.
- for Ingeniørbrigaden: kaptajn Henrik Frederik Arild Sibbern.
- for Kongsberg: bjergmester Poul Steenstrup.
- for Kragerø: auditør, byfoged Christian Hersleb Hornemann.
- for Kristiania: professor Georg Sverdrup og toldprokurør Christopher Frimann Omsen.
- for Kristians Amt: sognepræst i Søndre Aurdal Hans Jacob Stabel, sorenskriver i Toten Lauritz Weidemann og bonde Anders Lysgaard fra Birid.
- for Kristianssand: residerende kapellan Nicolai Wergeland og grosserer Ole Clausen Mørch.
- for Kristianssund: købmand, borgerrepræsentant John Moses.
- for Laurvik: justitsråd, byfoged og sorenskriver Christian Adolph Diriks.
- for Laurviks Grevskab: proprietær og sektionschef Iver Hesselberg fra Tjødling, skibskaptajn Anders Grønneberg fra Brunlanæs og bonde Ole Olsen Amundrød fra Tjødling.
- for Lister Amt: købmand Gabriel Lund fra Farsund, foged i Lister Jens Erichstrup og bonde og sektionschef Teis Jacob Torkildsen Lundegaard fra Lyngdal.
- for Mandals Amt: bonde Aasmund Andersen Lemsland fra Tved, bonde Erik Haagensen Jaabek fra Mandal og bonde Sivert Amundsen Eeg fra Søgne.
- for Molde: byfoged Frederik Motzfeldt.
- for Moss: auditør, byfoged Gregers Winther Wulfsberg.
- for Nedenæs Amt: jernværksejer Jakob Aall, sognepræst i Vestre Moland Hans Jacob Grøgaard og lensmand i Holt Thor Reiersen Lilleholt.
- for Nordenfjeldske Infanteriregiment: kaptajn Peter Blankenborg Prydtz og musketer Helge Ellingsen Vaagaard.
- for Norske Jægerkorps: kaptajn Palle Rømer Fleischer og korporal Niels Dyhren.
- for Oplandske Infanteriregiment: oberst Diderik Hegermann og kommandersergeant Harildstad.
- for Porsgrund: grosserer, stadskaptein Jørgen Aall.
- For Robygdelagets Amt: sorenskriver i Østre Robygdelaget Thomas Bryn, bonde Even Torkildsen Lande fra Bygland og lensmand Ole Knudsen Tvedten fra Valle.
- fra Romsdals Amt: amtmand Hilmar Meincke Krohg, provst i Romsdalen og sognepræst i Veø Jens Stub og bonde Elling Olsen Valbøe fra Ørskoug.
- for Røraas Bergkorps: Kaptein Richard Floer.
- for Skien: Grosserer, Borgerrepræsentant Diderik von Cappelen.
- for Smaalenenes Amt: provst i Nedre Borgesyssel og sognepræst i Berg Peter Ulrik Magnus Hount og bonde John Hansen Sørbrøden fra Berg.
- for Stavanger: købmand og stadskaptajn Peder Valentin Rosenkilde.
- for Stavanger Amt: sognepræst i Rennesø Lauritz Oftedahl, købmand Christen Mølbach fra Egersund og bonde Askoud Olsen Regelstad fra Finnø.
- for Sjø-Defensionen: kommandør Jens Schow Fabricius, sekondløitnant Thomas Konow, underofficer Peter Johnsen og matros Even Thorsen.
- for Søndenfjeldske Dragonregiment: ritmester Eiler Valdemar Preben Ramm og korporal Peder Poulsen Balke.
- for Søndenfjeldske Infanteriregiment: kammerherre, oberst Daniel Frederik Petersen og musketer Ole Svendsen Ilerød.
- for Thelemarkske Infanteriregiment: kaptein Enevold Steenbloch Høyum og kommandørsergeant Gullik Madsen Røed.
- for Trondhjem: etatsråd, justitiarius i Trondhjems Stiftsoverret Andreas Rogert og grosserer Peter Schmidt.
- for Nordre Trondhjems Amt: provst i Vest-Indherreds Provsti og sognepræst i Beitstaden Hans Christian Ulrik Middelfart, sognepræst i Størdalen Hieronymus Heyerdahl og bonde og skolelærer Sivert Poulsen Bratberg fra Beitstaden.
- for Søndre Trondhjems Amt: klokker Lars Larsen Forsæth fra Klæbo, sorenskriver i Ørkedal Anders Rambech og sogneprest i Klæbo Jacob Hersleb Darre.
- for Trondhjemske Dragonkorps: premierløjtnant Frederik Hartvig Heidmann og kvartermester Peter Johnsen Ertzgaard.
- for Første Trondhjemske Infanteriregiment: kaptajn Georg Ulrik Vasmuth og sergeant Daniel Larsen Schevig.
- for Andet Trondhjemske Infanteriregiment: kaptajn Jacob Lange og sergeant Helmer Andersen Gjedeboe.
- for Tønsberg: grosserer Carl Stoltenberg.
- for Vesterlehnske Infanteriregiment: major Just Henrik Ely og underjæger Aasmund Bjørnsen Bercheland.
- for Østerrisør: købmand, jernværksejer Henrik Carstensen.[17]

## Eksterne kilder og henvisninger
- Norges gældende grundlov, senest ændret 8. maj 2018
- Kongeriget Norges Grundlov af 17de Mai 1814 (den oprindelige Eidsvoll-forfatning)
- Aanund Hylland: Språket i grunnloven, Bedriftsøkonomisk Institutt, 1989
- Ola Mestad (red.), Frihetens Forskole - Professor Schlegel og Eidsvollsmennenes læretid i København, Pax Forlag, Oslo, 2013. ISBN 978-82-530-3631-1.